# ジョルジュ・アシル＝フールド

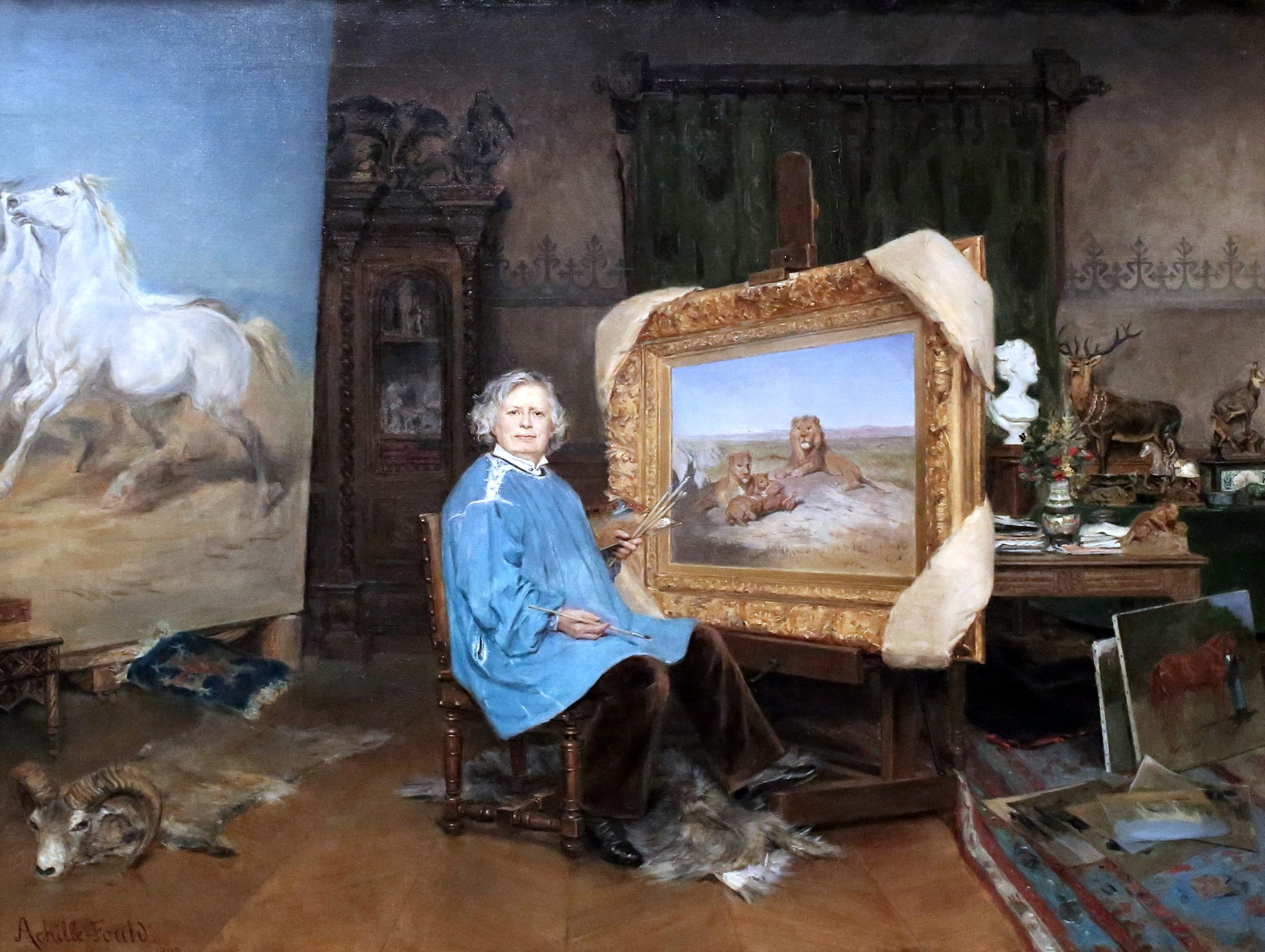
ジョルジュ・アシル＝フールド作「アトリエのローザ・ボヌール」(1893)

ジョルジュ・アシル＝フールド（Georges Achille-Fould、1868年8月24日 - 1951年8月24日）は、フランスの画家である。フランスの有力な一族の出身の画家で人物画を描いた。

## 略歴
パリ郊外、アニエール＝シュル＝セーヌで生まれた。母親は芸名がギュスターヴ・アレール（Gustave Haller）である女優のヴァレリー・シモナン（Valérie Simonin）で、銀行家、政治家のユダヤ系一族（Fould family）の出身の父親のギュスターヴ＝ウジェーヌ・フールド（Gustave-Eugène Fould）は政治家であった。姉のコンスエロ・フールド（Consuelo Fould: 1862-1927）は画家の訓練を受けていた。1884年に父親が亡くなった後、母親はルーマニアの貴族ゲオルゲ・バルブ・シュティルベイ（George Barbu Știrbei: 1828-1925）と再婚し、アシル＝フールドと姉は義父の養子となった。
ジョルジュ・アシル＝フールドは1890年、国民美術協会の第1回サロンに出展した。
有名な女性画家ローザ・ボヌールの指導を受け、1893年に、姉のコンスエロとともにボヌールの邸に滞在し、ボヌールの肖像画を描いた。
ジョルジュ・アシル＝フールドの作品「Courtship」は1905年にイギリスで出版されたウォルター・ショー・スパローの著書「Women Painters of the World」に収録された。
1924年パリオリンピックの芸術競技の絵画部門にも参加した。
1951年にベルギー、イクルで亡くなった。

## 作品

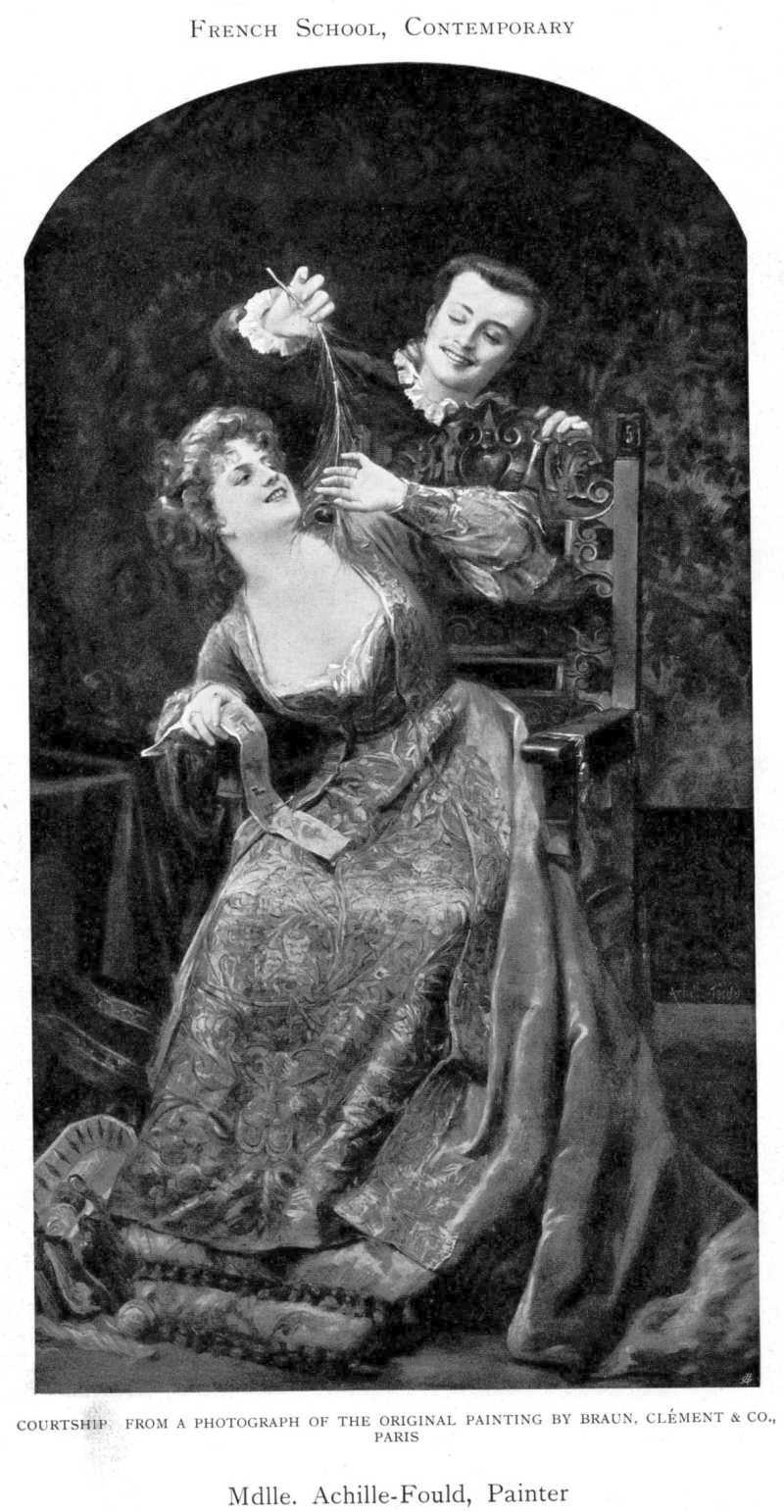
「Women Painters of the World」に収録された「Courtship」
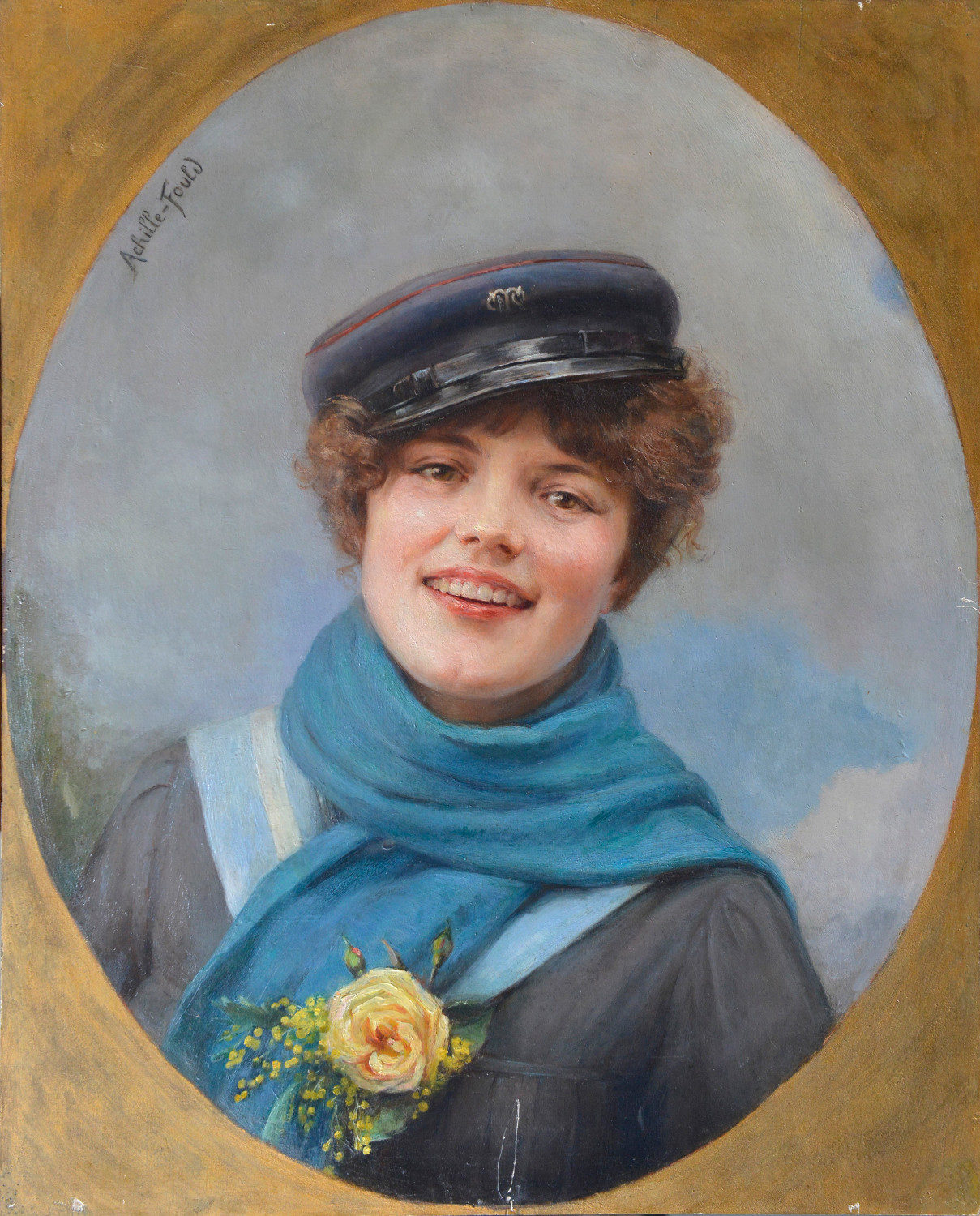
路面電車の運転手(1914)
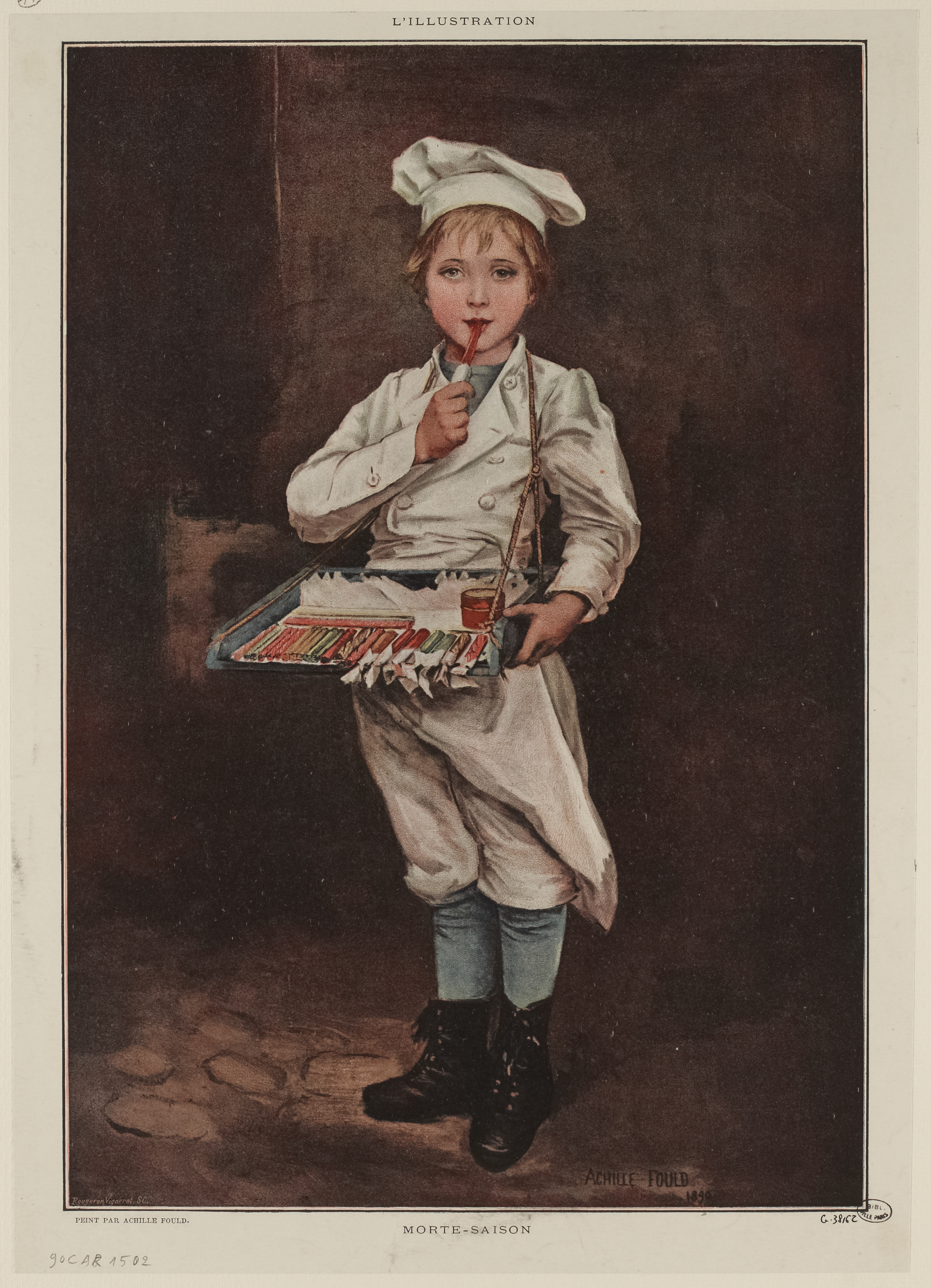
イラストレーション
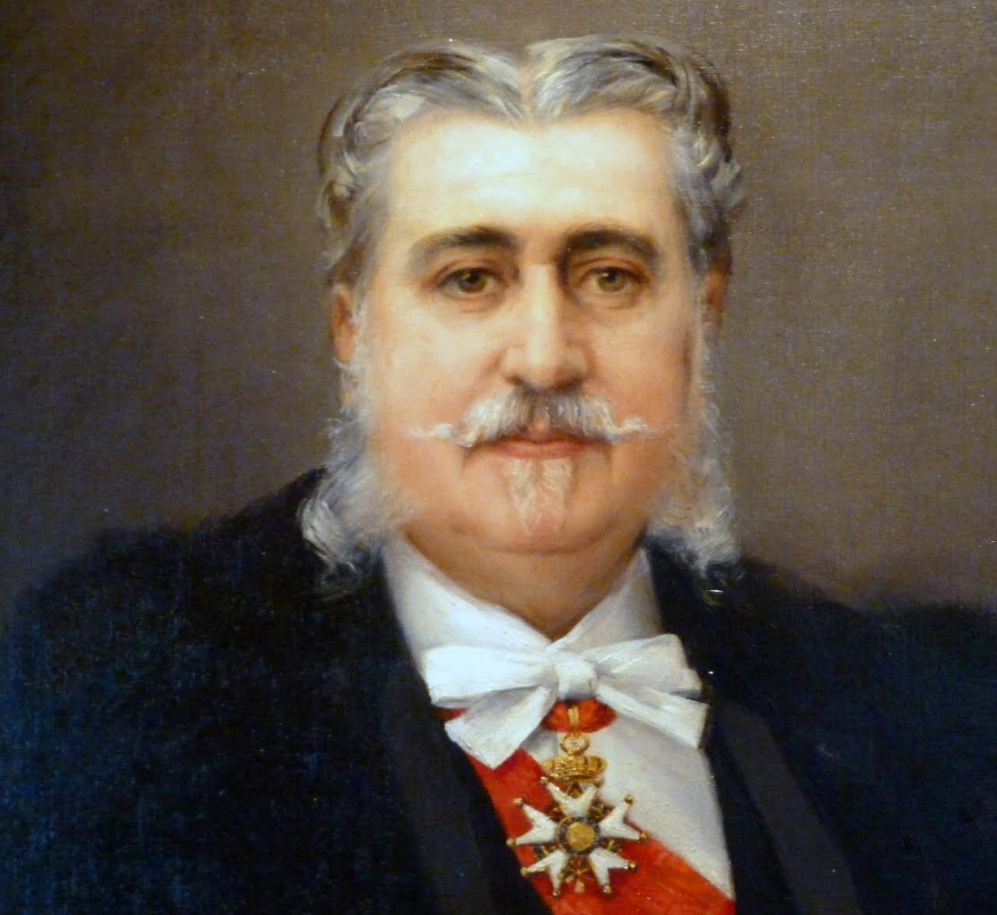
義父の肖像画